# Zeppelin (película)
Zeppelin es una película británica de 1971 dirigida por Étienne Périer, filmada en Panavision y Technicolor. Protagonizada por Michael York, Elke Sommer y Anton Diffring, la trama gira en torno a un ataque ficticio a Gran Bretaña mediante un dirigible alemán con el objetivo de robar la carta magna, oculta en ese momento en un castillo escocés.

## Trama
En 1915, durante la Primera Guerra Mundial, Geoffrey Richter-Douglas (Michael York), teniente del Ejército británico y de ascendencia germana, conoce a Stephanie (Alexandra Stewart), una espía alemana que le atrae. Ella le propone huir a Alemania, donde se encuentran su familia y amigos. Geoffrey comunica este encuentro a su superior, el capitán Whitney, quien también desea que Geoffrey viaje a Alemania, pero con el objetivo de una misión secreta: sustraer los planos del LZ36, un innovador dirigible que está siendo construido en Friedrichshafen.
Geoffrey se disfraza de desertor y viaja a Alemania, donde incluso sus propios compañeros le disparan en el brazo para convencer a los alemanes del engaño. En Friedrichshafen, se reencuentra con su antiguo amigo, el profesor Altschul (Marius Goring), que reside con su hermosa y joven esposa, Erika (Elke Sommer): ambos, científicos que están trabajando en el nuevo dirigible. Erika tiene sospechas sobre las verdaderas intenciones de Geoffrey, pero decide mantenerlas en secreto.
Geoffrey descubre rápidamente que Alemania lo ha reclutado para un propósito militar concreto: el coronel Hirsch (Anton Diffring), de la Inteligencia alemana, lo asigna al LZ36 en su vuelo de prueba inicial. Una vez que se declare apto para volar, el dirigible se usará en una operación militar para sustraer o destruir documentos históricos británicos, incluyendo la copia de la carta magna, oculta en el castillo de Balcoven en Escocia. Geoffrey jugará un rol crucial en la misión, aprovechando su conocimiento del terreno escocés para navegar la aeronave cerca del castillo con los motores apagados. Después de partir de Alemania, el zepelín hace una parada en un fiordo noruego para reabastecerse y recoger a un grupo de soldados especialmente adiestrados y equipados con gas mostaza.
Geoffrey distrae al operador inalámbrico de la nave el tiempo suficiente para enviar un mensaje a la Inteligencia británica sobre la ubicación del LZ36. Cuando el operador regresa y descubre lo que Geoffrey ha hecho, se enzarzan en una pelea, pero Geoffrey consigue dejarlo inconsciente y lo lanza por una ventana abierta, explicando al capitán que el operador se cayó mientras quitaba el hielo de la aeronave, tal como había sido ordenado a varios miembros de la tripulación. Los oficiales al mando aceptan la explicación, pero Geoffrey ya no puede enviar más información, porque Erika aparece y desmonta un componente crucial de la radio. El dirigible continúa su rumbo hacia el castillo de Balcoven.
Bajo el manto de la noche, Geoffrey pilota la aeronave en su acercamiento final al castillo. Un granjero cercano oye el zumbido de los motores del dirigible justo antes de que se silencien, y alerta a la base militar local..., pero esta no le toma en serio. Geoffrey se ve forzado a unirse al asalto, aunque consigue apartarse para intentar activar la alarma. Convence a un operador de radio incrédulo para contactar con Londres, pero, tras ser herido por soldados alemanes, el operador agonizante confunde a Geoffrey con un espía enemigo y le dispara en el brazo. Los alemanes inician un asalto al castillo, sin embargo, los documentos históricos que desean están en bóvedas a las que no pueden acceder.
Entretanto, tras ser alertado por el informe de un granjero y la llamada caótica de un operador de radio, el Almirantazgo británico moviliza varios escuadrones de la RAF y despliega tropas terrestres. Las fuerzas británicas entablan un tiroteo con los alemanes, quienes optan por retirarse sin lograr su objetivo para evitar la pérdida del dirigible. A pesar de ello, el zepelín consigue huir en la oscuridad con una tripulación reducida, y poco después, es avistado por aviones británicos en su persecución. Varios aviones son abatidos en el subsiguiente combate aéreo, y el zepelín sufre daños severos.
A pesar de los esfuerzos desesperados por aligerar la aeronave para mantenerla en vuelo, los supervivientes se ven forzados a efectuar un aterrizaje de emergencia cerca de la costa de los Países Bajos, que son neutrales en esta guerra. Geoffrey, Erika y los escasos miembros sobrevivientes de la tripulación alcanzan la costa justo en el momento en que el dirigible estalla.

## Reparto
- Michael York como Geoffrey Richter-Douglas (Gottfried von Richter)
- Elke Sommer como Erika Altschul
- Peter Carsten como el mayor Tauntler
- Marius Goring como el profesor Christian Altschul
- Anton Diffring como el coronel Hirsch
- Andrew Keir como Von Gorian, comandante del dirigible LZ36
- Rupert Davies como el capitán Whitney
- Alexandra Stewart como Stephanie
- William Marlowe como Anderson
- Richard Hurndall como el almirante Blinker Hall, comandante en jefe de la NID
- Michael Robbins como el sargento Cockney
- George Mikell como un oficial alemán
- Clive Morton como Lord Delford
- Gary Waldhorn como Harlich
- Alan Rothwell como Brandner
- Ronald Adam como el primer ministro
- Frazer Hines como el operador de radio
- Ruth Kettlewell como Mrs. Parker
- Ray Lonnen como el sargento Grant
- Molly Peters como la camarera del Black Rupert (no acreditada)
- Robert Cawdron como un oficial (no acreditado)

## Producción
La película Zeppelin, escrita por el productor Owen Crump, se sitúa en la mitad del año 1915, en plena Gran Guerra, aunque la misión que se muestra es ficticia. La fotografía principal de la producción dio inicio a finales de los años 70. 
J. Ronald Getty fue productor ejecutivo a través de GMF Picture Corp. La película iba a ser la primera de un acuerdo de tres películas entre GMF y Warner Bros. (las otras eran Not Yet a Hero y Charlie Olive ). Getty había ayudado anteriormente a financiar las películas Flare Up y Honky.

Getty declaró a los medios que su participación en el rodaje fue multifacética, abarcando desde la selección del asesor técnico hasta la elección de locaciones y el proceso de reparto. Afirmó que su padre "no tenía un gran interés" en el cine, ya que "tenía otras preocupaciones". Además, Getty añadió:
Si proporcionas a la gente lo que desea, reaccionarán positivamente. La clave está en seleccionar el contenido apropiado. No nos interesa producir pornografía ni transmitir mensajes específicos. Actualmente, hay demasiados cineastas que tratan de imponer sus perspectivas personales sobre temas sociales y morales al público. El público no busca eso; lo que realmente desea es entretenimiento.
El rodaje tuvo lugar en Malta. Peter Carsten resultó herido filmando escenas con bayoneta en la película.

### El dirigible

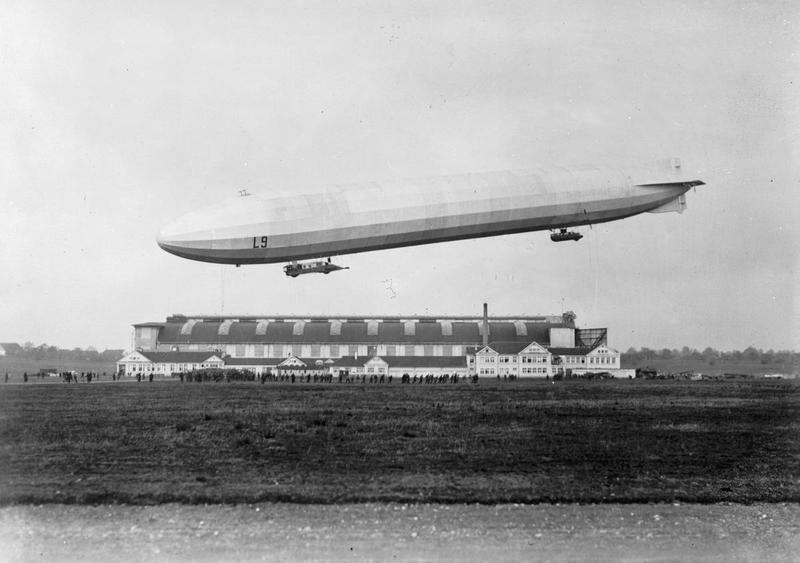
El verdadero dirigible LZ36 en 1915.

Las distintas aeronaves que se aprecian en la película son de 11,3 y 5,5 metros, respectivamente, y se trata de modelos basados en los planos de la clase R33 de dirigibles rígidos británicos, que a su vez se basaba en el LZ76 alemán, capturado intacto en septiembre de 1916. Se construyó una réplica del coche de control para primeros planos e interiores, copiada del coche de control intacto del R33 que se conserva en el Museo de la Royal Air Force de Londres. Otros interiores se construyeron a partir de planos en poder del museo.

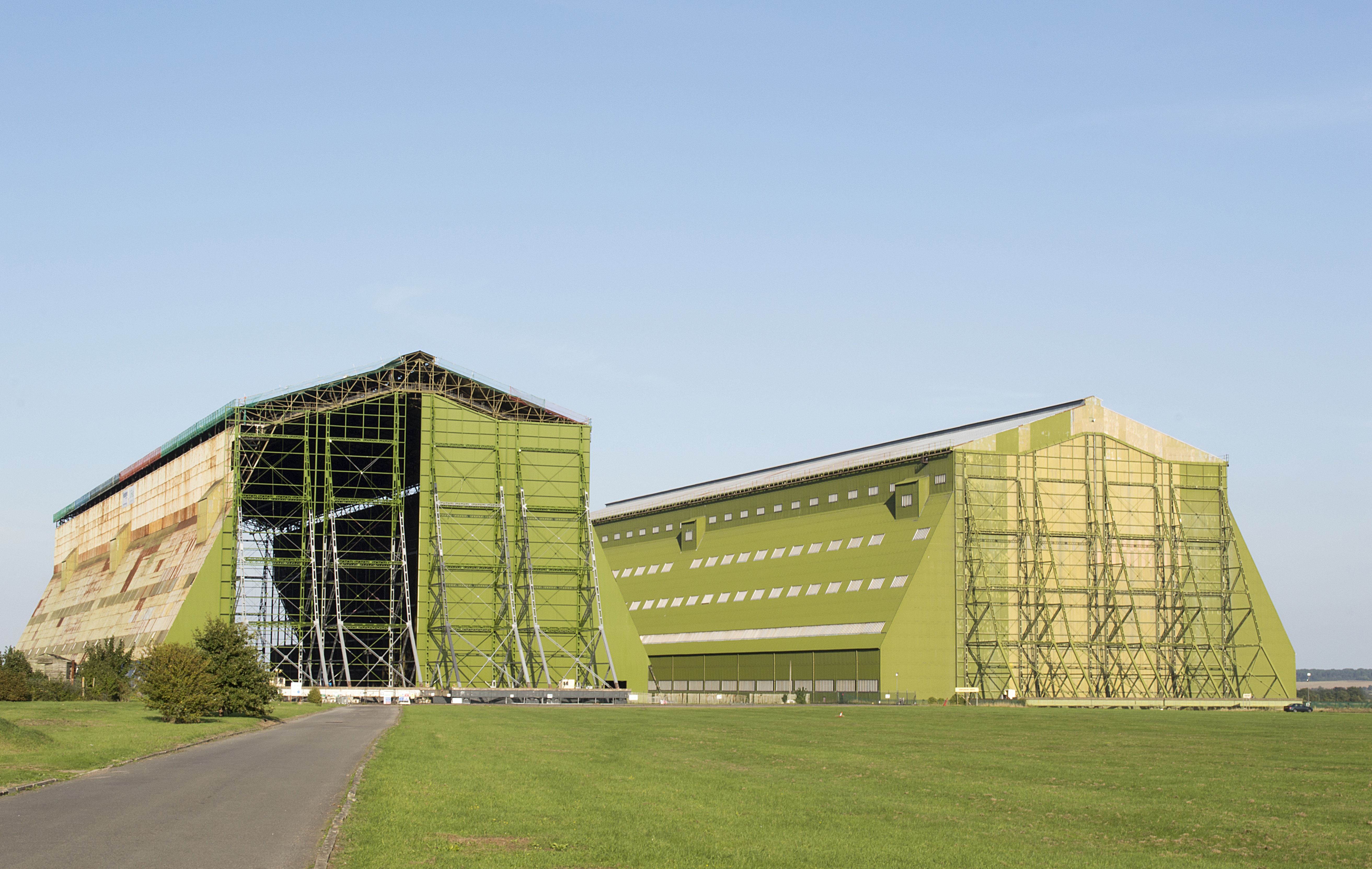
Los cobertizos históricos del dirigible en la base aérea de Cardington, fotografiados en 2013.

Las tomas exteriores se grabaron sobre un gran tanque de agua en Malta; las escenas que muestran los hangares del zepelín se rodaron en los históricos hangares de los dirigibles R100 / R101 en Cardington, Bedfordshire, Inglaterra. Las fotografías aéreas para representar el ficticio Glen Mattock y el castillo Balcoven fueron tomadas del castillo Carreg Cennen, en Gales.

### Accidente fatal
Las escenas de combate aéreo se filmaron utilizando la colección de réplicas de aviones de la Primera Guerra Mundial de Lynn Garrison, originalmente ensambladas para Las águilas azules (1966), de 20th Century Fox. Durante el rodaje aéreo, el 18 de agosto de 1970, una de las réplicas del S.E.5, pilotada por el piloto Jim Liddy, del Cuerpo Aéreo Irlandés, chocó con el helicóptero Alouette utilizado como plataforma de cámara. Cinco personas murieron, entre ellas el piloto Gilbert Chomat, el fotógrafo Skeets Kelly y Burch Williams, hermano del productor y director Elmo Williams.

## Recepción
Zeppelin fue bien recibida por el público, porque consideraba que el dirigible era la auténtica estrella de la función; sin embargo, la reacción de la crítica no fue del mismo tenor. La reseña de Variety señaló: «Zeppelin se conforma con ser simplemente otro melodrama de tiempos de guerra, con algunas buenas secuencias aéreas y una secuencia de incursión poderosa y enérgica en el final». En su reseña, AH Weiler de The New York Times escribió: «El histórico dirigible gigante, plateado y con forma de cigarro, lleva una historia de espías endeble y más ligera que el aire, que no sería una carga para una paloma mensajera». Y el crítico de Los Angeles Times dijo: «Debería hacer las delicias de los niños pequeños de todas las edades».